# Плуто
Вижте пояснителната страница за други значения на Плуто.
Плуто (на старогръцки: Πλουτώ, Pluto, Plouto, Plotis, Plote) в гръцката митология е нимфа, океанида, дъщеря на Океан и Тетида. Тя е приятелка на Персефона.
Тя е майка на Тантал от Зевс. Тя се омъжва за Тмол, цар на Лидия, който става доведен баща на Тантал.